# 三宅神社 (鈴鹿市国府町)

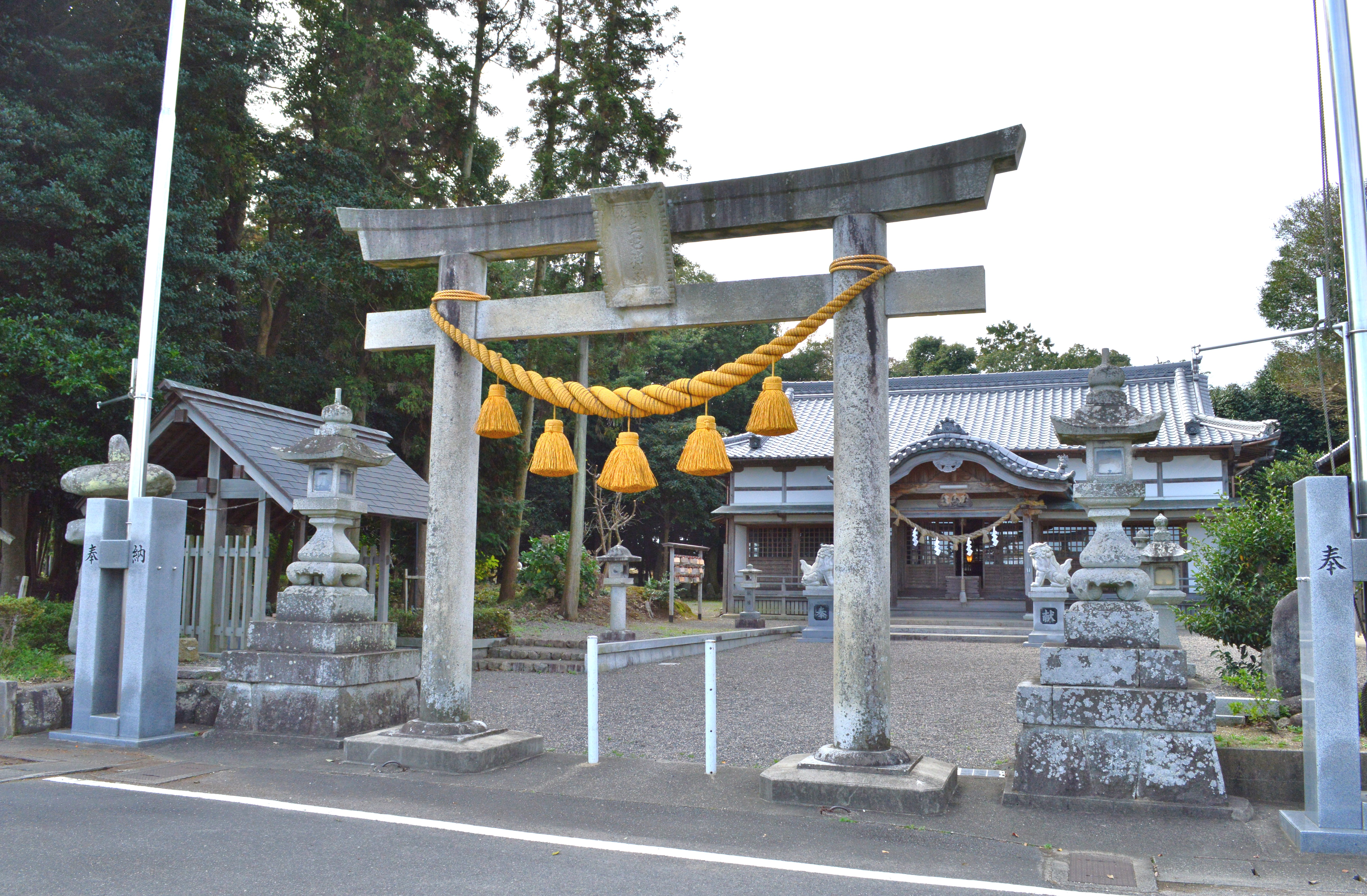
鳥居

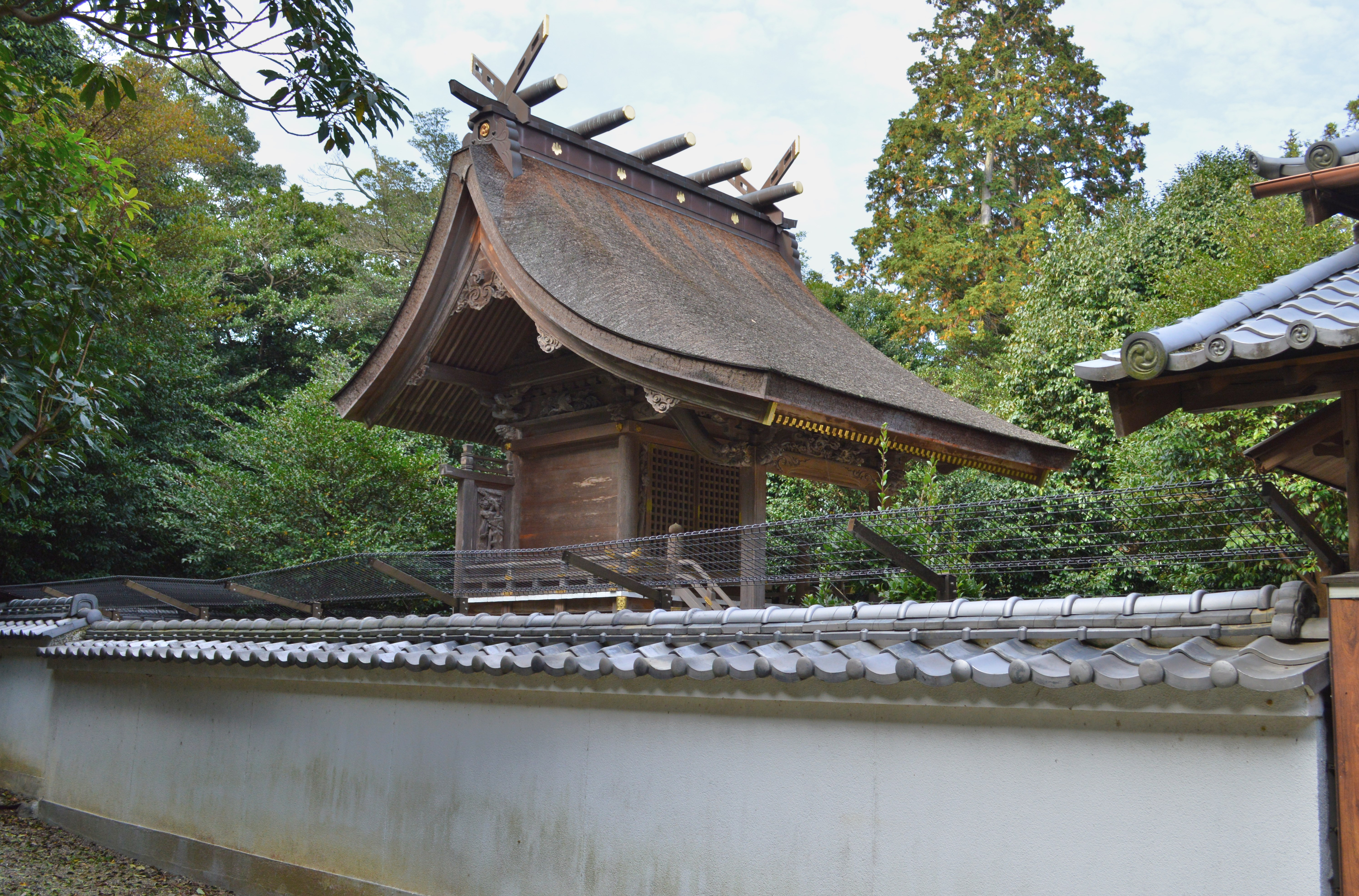
本殿

三宅神社（みやけじんじゃ）は、三重県鈴鹿市国府町にある神社。式内社論社、伊勢国総社推定社で、旧社格は村社。
明治末年に同じく式内社論社の江神社（えじんじゃ、旧村社）を合祀している。

## 祭神
現在の祭神は次の3柱。
- 國常立之命
- 大穴牟遅命
- 猿田彦命 - 合祀した江神社祭神。

明治の神社明細帳では、祭神を国常立命・大穴牟遅命・豊受比売命の3柱とする。また、明治末年の国府町各村の神社合祀により、現在は24柱を祀るともいう。

## 歴史
創建は不詳。
延長5年（927年）成立の『延喜式』神名帳では伊勢国鈴鹿郡に「三宅神社」の記載があり、当社はその式内社の論社とされている。他の論社としては鈴鹿市三宅町の三宅神社が挙げられている。「三宅」とは古代朝廷の直轄地である「屯倉（みやけ）」に由来すると見られ、鈴鹿市三宅町の方が鈴鹿の屯倉および式内社「三宅神社」の所在としては妥当とされる。当社の場合は江戸時代まで「惣社大明神」と通称され、「三宅神社」に改称したのは明治以降になり、古く「三宅神社」と称した例も知られていない。なおこの式内社「三宅神社」に関しては、『日本書紀』天武天皇元年（672年）6月24日条で大海人皇子（天武天皇）が伊勢鈴鹿に至った時に出迎えたと見える「国司守三宅連石床」との関連性が指摘される。別説として、当社を河曲郡の「大鹿三宅神社」に比定する説もある。
また当社に関しては、伊勢国の総社に位置づける説が知られる。総社とは、各令制国の国府近くに設けられた国内諸神を合祀した神社を指し、平安時代頃から全国で出現する。伊勢国の国府の場合には、奈良時代中頃の国衙跡は三宅神社から離れた長者屋敷遺跡（鈴鹿市広瀬町・西富田町、国の史跡「伊勢国府跡」）と判明しているが、奈良時代後期から平安時代にかけての国衙跡の所在は明らかでなく、一説には三宅神社の鎮座する国府町付近と推定されている。国府町一帯では、三宅神社遺跡（境内から東南方）や天王山西遺跡などで国府関連と見られる遺構が見つかっているが、中枢となる国衙跡は発見されていない。当社の社名「三宅」が古くからの由緒を持つ（明治期の創出ではない）ものだと仮定すれば、この「三宅」の起こりを伊勢国府の正倉に由来すると見る説もある。なお以上の説の一方で、中世以来に事実上の総社として機能したと考えられる神社として伊奈冨神社（鈴鹿市稲生西、式内社「伊奈富神社」）がある。
明治維新後、明治6年（1873年）3月に近代社格制度において村社に列した。江戸時代までは「惣社大明神」と通称されたが、その時に「三宅神社」と改称している。また、明治41年（1908年）3月および明治44年（1911年）5月には国府町各村の神社が合祀された。合祀社のうちには江神社があり、こちらも鈴鹿郡の式内社「江神社」の論社であった（亀山市下ノ庄町に他論社の江神社がある）。